# Fosazepam
Fosazepam  là dẫn xuất của benzodiazepin. Nó là dẫn xuất có thể tan trong nước của diazepam đã được gắn thêm nhóm dimethylphosphoryl để tăng độ hòa tan trong nước.
Fosazepam có tác dụng an thần và ức chế sự lo lắng. Fosazepam cũng có tác động đến giấc ngủ giống như các loại thuốc benzodiazepin khác. Trong một thử nghiệm lâm sàng,  fosazepam giúp tăng thời gian ngủ, giúp cho giấc ngủ ít bị gián đoạn hơn nhưng chất lượng giấc ngủ lại bị giảm đi khi thời gian của pha ngủ sâu thì bị giảm xuống và pha ngủ không sâu tăng lên. Các tác dụng phụ bao gồm cảm giác suy giảm sức sống vào buổi sáng và hội chứng cai nghiện benzodiazepin. Một thử nghiệm lâm sàng khác cũng cho thấy giấc ngủ trở nên tồi tệ hơn trong giai đoạn sử dụng các loại thuốc benzodiazepin cũng như trong quá trình cai thuốc với pha ngủ sâu, bao gồm cả giấc ngủ REM bị giảm sút và pha ngủ không sâu gia tăng.
Các chất chuyển hóa chính của fosazepam là 3-hydroxyfosazepam và chất chuyển hóa có hoạt tính desmethyldiazepam có thời gian bán thải khoảng 3 ngày. Khả năng dung nạp với các tác dụng ngủ của fosazepam sẽ bắt đầu mất đi sau khoảng 7 ngày sử dụng. Do thời gian bán thải rất dài của chất chuyển hóa có hoạt tính của fosazepam, fosazepam được khuyến cáo không nên sử dụng làm thuốc ngủ. Các tác dụng dược lý chính của fosazepam có thể được gây ra bởi chất chuyển hóa của nó là nordazepam (desmethyldiazepam), chứ không phải do chính nó. Nordazepam có thể gây an thần lâu dài khi sử dụng ở liều cao hoặc khi sử dụng lâu dài, và cũng có thể gây an thần kéo dài khi thức dậy.
Fosazepam có hiệu quả tương đối thấp so với các dẫn xuất benzodiazepine khác, với liều 100 mg fosazepam có tác dụng tương đương với 10 mg nitrazepam. 60 mg fosazepam cũng được ước tính có tác dụng tương đương với khoảng 5 mg diazepam. Fosazepam có tác dụng tương tự như nitrazepam, nhưng có thời gian hiệu quả ngắn hơn và ít khả năng gây an thần quá liều, suy giảm vận động, mất trí nhớ, mất ngủ tái phát và uể oải buổi sáng hơn.